# Tricromia
Es coneix per tricromia el procediment fotogràfic de reproducció de tots els colors mitjançant la estampació successiva del vermell, verd i blau (colors primaris) per mescles additives (per pantalles d'ordinador, televisors, sensors, etc) i cian, magenta i groc per les mescles substractives (utilitzat en impressió).
La teoria colorimètrica utilitza les propietats fisiològiques de la visió humana, i la seva percepció dels colors. L'home és una espècie tricròmata; el seu ull posseeix tres tipus de cons, cada tipus tenint una sensibilitat diferent a les diverses longituds d'ona que componen l'espectre de llum visible. D'aquest fet, l'infinitat d'espectres visibles poden, des del punt de vista de la visió humana, resumir-se a la reacció dels tipus de cons. Nombroses llums físicament diferents sont percebudes idènticament.

## Història
La primera fotografia en color permanent va ser presa el 1861, pel físic escocès James Clerk Maxwell que va presentar el seu mètode additiu de fotografia en color a Londres, amb la intenció de demostrar que qualsevol color podia ser obtingut mesclant llums dels tres colors primaris (vermell, groc i blau) en diferents proporcions. Va provar aquesta teoria fent passar la llum a través de filtres colorejats combinats i projectant el resultat en una pantalla.
Posteriorment Charles Cros i Louis Ducos du Hauron van idear un mètode (idèntic pero de forma independent i al mateix temps) mitjançant el qual es fotografiava 3 vegades el mateix objecte, pero cada vegada amb un filtre de vidre colorejat (blau verd i vermell) per obtenir 3 negatius de l'objecte (groc, cian i magenta). Després sobreposant els 3 negatius s'obtenia una reproducció molt fidel de l'original. Els millors resultats s'obtenien quant més exactament la mescla del vermell verd i blau s'aproximessin al blanc, siendo tals els tons a utilitzar en els vidres (en la sobreposició de filtres i negatius sempre existeix una tendència a ser més foscs, donat a que cada un extreu el seu propi color de la llum, però cap pot reflectir la llum blanca)
Abans de la tricromia existien el daguerrotip, que era una imatge en positiu en una placa metàl·lica, sense possibilitat de copia, el procés d'exposició de la qual era llarg en el temps.
També quasi coetani dels daguerrotips era el calotip, consistent en un paper que era el negatiu, de qualitat inferior al daguerrotip però més barat i que permetia copies en positiu.
Anys més tard (cap al 1851) apareix el colodió, inventat per Abel Niépce basant els seus treballs en els del seu tiet Joseph Niépce. El mètode s'aplicava sobre una placa de vidre que actuava de positiu i las copies es feien sobre diferents soports on l'emulsió era l'albúmina de l'ou. Van sorgir variacions del mètode ja que inicialment els positius eren també sobre vidre i resultaven cars, fins a arribar a un paper albuminat bastant més barat.
La tricromia és el sistema més econòmic que permeti la síntesi i la reproducció satisfactòries dels colors, amb una tria de colors primaris apropiada. Això no priva pas d'introduïr els tints suplementaris. Així i tot per una impremta, una quarta tinta, negra, donarà negres de molta més qualitat que la sobreposició d'aquests tres colors primaris en síntesi substractiva. Parlem en aquest cas de tetracromia. Tintes suplementàries són a vegades afegides per obtenir un millor resultat de les tintes pastel. La tècnica utilitzada per la síntesi dels colors dicta la tria dels primaris. Basats en aquest mètode de la tricromia, els tallers gràfics van aplicar des de llavors tals normes per la reproducció i estampació.
Cronològicament (la tricromia de Hauron) va coincidir amb l'invent de les plaques autocromes dels germans Lumière, que va tenir una gran acceptació, així que el mètode des d'un bon principi va ser condemnat a l'oblit.

## Coneixements i estudis sobre la llum fins llavors
Totes aquestes descripcions estan basades en els descobriments que Newton va fer respecte al desdoblegament de la llum en l'espectre.
És degut al fisiòleg Thomas Young l'estudi de la percepció dels colors, que va basar les seves teories en les anteriors ja conegudes. Com que l'ull humà ha de tenir 3 fibres excitadores per produir les sensacions dels 3 colors primaris. També va idear diferents experiments per provar les seves teories. A la llum de les seves teories i experiments, va estimular en molts altres investigadors una intensa activitat de investigacions per tractar de clarificar els diversos fenòmens i solucionar la obsessiva idea d'imprimir en colors, que es manifestava des de la invenció de la impremta. Un d'aquests va ser el propi Becquerel (pare del Becquerel descobridor de la radioactivitat), que va arribar a obtenir una fotografia de l'espectre solar cap al 1840.
Helmoltz va raonar acertadament els termes de mescles additives i substractives de colors, sobre las quals existia molta controvèrsia científica sobre la aparent contradicció, basant els seus treballs en completar els de Thomas Young.

## Estudis posteriors influenciats per la tricromia
Si J. Clerk Maxwell aborda la problemàtica de la fotografia de colors, Cros i Hauron van aportar a la tricromia la separació fotogràfica. Pero encara quedaven problemes no resolts satisfactòriament.
Frederic Eugene Ives va aconseguir un gran èxit (ja era famós per un mètode propi de fotogravat) a l'establir el 1888 la tricromia per síntesi additiva. Posteriorment va desenvolupar un sistema estereoscopic (un sistema 3D que no requereix de l'ús d'ulleres).
Els germans Lumière, després de diversos intents van poder resoldre el problema de fixar els colors a la fotografia d'una manera senzilla i barata en el que van anomenar plaques autocromes.
Els coneixements sobre la tricromia van ser àmpliament estudiats per Gabriel Lippmann, desenvolupant el mètode de fotocromia que porta el seu nom. Lippmann aporta a la tricromia la solució a problemes del fenomen d'interferències, estudis pels quals va obtenir el premi Nobel de física el 1908.